# Hành khứu giác

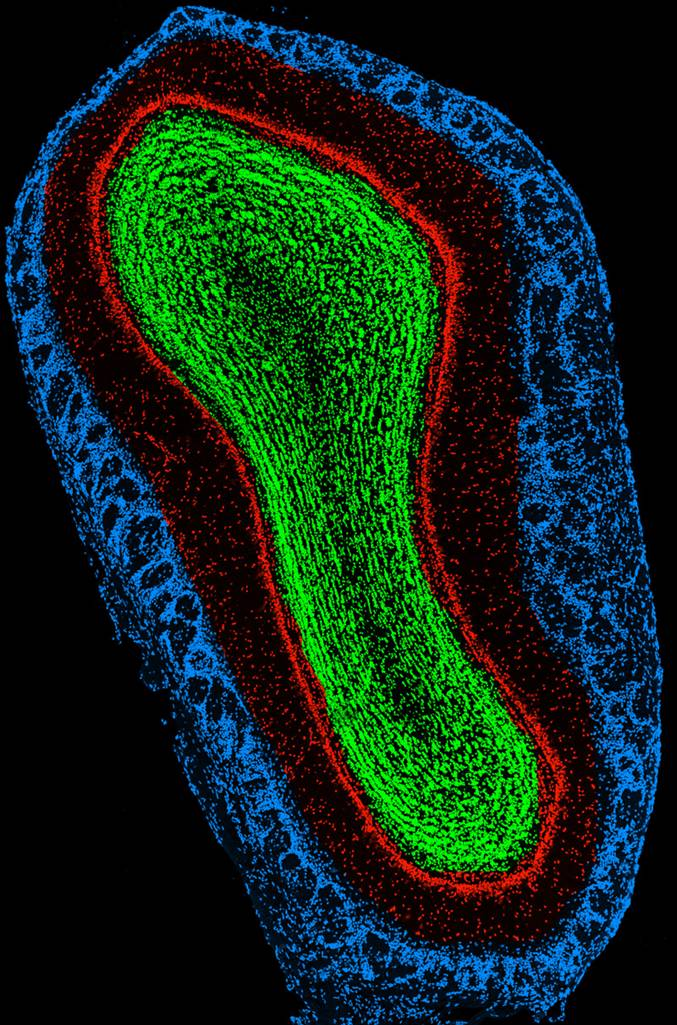
Hình ảnh theo mặt phẳng đứng ngang của nhân tế bào hành khứu giác ở chuột.
Xanh dương - Lớp cầu;
Đỏ - Lớp rối ngoài và tế bào mũ;
Xanh lá cây - Lớp rối trong và tế bào hạt.
Phía trên là mặt lưng, bên phải là mặt ngoài.

Hành khứu giác (bulbus olfactorius) là một vùng thần kinh giúp ngửi.

Flow of olfactory information from receptors to glomeruli layer